# Liste des planètes mineures non numérotées découvertes en avril 2019
Pour un article plus général, voir Liste des planètes mineures non numérotées découvertes en 2019.
Pour un article plus général, voir Liste des planètes mineures.
Cet article dresse la liste des planètes mineures (astéroïdes, centaures, objets transneptuniens et assimilés) non numérotées découvertes en avril 2019 dans l'ordre de leur découverte.
Au 15 janvier 2025, 661 077 des 1 434 993 planètes mineures répertoriées par le Centre des planètes mineures ne sont pas encore numérotées, soit 46,07 %.

## Rappel concernant la désignation provisoire
La désignation provisoire indique l'ordre de découverte de ces objets. En effet, cette désignation est composée de l'année de découverte (par exemple 2019) suivie de la quinzaine (demi-mois) de découverte (p.e. A = 1-15 janvier) puis de l'ordre de découverte dans cette quinzaine. Cet ordre est indiqué par une lettre et éventuellement un chiffre comme suit : A pour la première découverte, B pour la deuxième, ..., Z pour la 25e (le I n'est pas utilisé pour éviter la confusion avec 1), A1 pour la 26e, B1 pour la 27e, etc. , Z1 pour la 50e, A2 pour la 51e, B2 pour la 52e, etc. L'ordre de la numérotation ne suit donc pas l'ordre alphanumérique. 2019 AA1 suit ainsi 2019 AZ et précède 2019 AB1.

## Liste

### Du1erau 15 avril 2019
- 2019 GA
- 2019 GB
- 2019 GC
- 2019 GD
- 2019 GE
- 2019 GF
- 2019 GG
- 2019 GJ
- 2019 GK
- 2019 GL
- 2019 GM
- 2019 GN
- 2019 GO
- 2019 GP
- 2019 GQ
- 2019 GR
- 2019 GS
- 2019 GT
- 2019 GX
- 2019 GB1
- 2019 GC1
- 2019 GD1
- 2019 GE1
- 2019 GF1
- 2019 GG1
- 2019 GH1
- 2019 GJ1
- 2019 GK1
- 2019 GL1
- 2019 GM1
- 2019 GN1
- 2019 GO1
- 2019 GP1
- 2019 GQ1
- 2019 GR1
- 2019 GS1
- 2019 GT1
- 2019 GU1
- 2019 GV1
- 2019 GW1
- 2019 GX1
- 2019 GC2
- 2019 GD2
- 2019 GE2
- 2019 GF2
- 2019 GJ2
- 2019 GK2
- 2019 GL2
- 2019 GM2
- 2019 GN2
- 2019 GO2
- 2019 GP2
- 2019 GQ2
- 2019 GR2
- 2019 GS2
- 2019 GU2
- 2019 GV2
- A/2019 G3
- 2019 GB3
- 2019 GC3
- 2019 GD3
- 2019 GE3
- 2019 GF3
- 2019 GG3
- 2019 GH3
- 2019 GJ3
- 2019 GK3
- 2019 GL3
- 2019 GM3
- 2019 GN3
- 2019 GO3
- 2019 GP3
- 2019 GQ3
- 2019 GS3
- 2019 GT3
- 2019 GU3
- 2019 GV3
- 2019 GW3
- 2019 GX3
- 2019 GY3
- 2019 GZ3
- 2019 GA4
- 2019 GB4
- 2019 GC4
- 2019 GD4
- 2019 GE4
- 2019 GF4
- 2019 GG4
- 2019 GH4
- 2019 GJ4
- 2019 GK4
- 2019 GL4
- 2019 GM4
- 2019 GN4
- 2019 GO4
- 2019 GR4
- 2019 GS4
- 2019 GT4
- 2019 GU4
- 2019 GV4
- 2019 GW4
- 2019 GX4
- 2019 GY4
- 2019 GZ4
- 2019 GA5
- 2019 GB5
- 2019 GC5
- 2019 GF5
- 2019 GG5
- 2019 GH5
- 2019 GJ5
- 2019 GK5
- 2019 GL5
- 2019 GM5
- 2019 GN5
- 2019 GO5
- 2019 GP5
- 2019 GQ5
- 2019 GR5
- 2019 GS5
- 2019 GT5
- 2019 GU5
- 2019 GV5
- 2019 GW5
- 2019 GX5
- 2019 GY5
- 2019 GZ5
- 2019 GA6
- 2019 GB6
- 2019 GC6
- 2019 GJ6
- 2019 GS6
- 2019 GV6
- 2019 GX6
- 2019 GY6
- 2019 GZ6
- 2019 GG7
- 2019 GJ7
- 2019 GL7
- 2019 GV7
- 2019 GE8
- 2019 GL8
- 2019 GR8
- 2019 GZ8
- 2019 GN9
- 2019 GO9
- 2019 GQ9
- 2019 GB10
- 2019 GC10
- 2019 GD10
- 2019 GF10
- 2019 GG10
- 2019 GH10
- 2019 GP10
- 2019 GQ10
- 2019 GR10
- 2019 GT10
- 2019 GU10
- 2019 GZ10
- 2019 GC11
- 2019 GF11
- 2019 GY11
- 2019 GZ11
- 2019 GA12
- 2019 GC12
- 2019 GE12
- 2019 GK12
- 2019 GN12
- 2019 GO12
- 2019 GQ12
- 2019 GR12
- 2019 GT12
- 2019 GU12
- 2019 GV12
- 2019 GW12
- 2019 GY12
- 2019 GC13
- 2019 GE13
- 2019 GJ13
- 2019 GO13
- 2019 GP13
- 2019 GQ13
- 2019 GT13
- 2019 GV13
- 2019 GW13
- 2019 GX13
- 2019 GY13
- 2019 GZ13
- 2019 GA14
- 2019 GE14
- 2019 GG14
- 2019 GP14
- 2019 GU14
- 2019 GW14
- 2019 GX14
- 2019 GZ14
- 2019 GD15
- 2019 GF15
- 2019 GK15
- 2019 GL15
- 2019 GO15
- 2019 GP15
- 2019 GQ15
- 2019 GR15
- 2019 GU15
- 2019 GW15
- 2019 GX15
- 2019 GZ15
- 2019 GA16
- 2019 GD16
- 2019 GH16
- 2019 GJ16
- 2019 GK16
- 2019 GN16
- 2019 GO16
- 2019 GS16
- 2019 GT16
- 2019 GU16
- 2019 GV16
- 2019 GY16
- 2019 GB17
- 2019 GC17
- 2019 GD17
- 2019 GG17
- 2019 GJ17
- 2019 GK17
- 2019 GM17
- 2019 GN17
- 2019 GO17
- 2019 GP17
- 2019 GQ17
- 2019 GX17
- 2019 GB18
- 2019 GK18
- 2019 GO18
- 2019 GP18
- 2019 GR18
- 2019 GT18
- 2019 GU18
- 2019 GV18
- 2019 GC19
- 2019 GE19
- 2019 GF19
- 2019 GG19
- 2019 GH19
- 2019 GJ19
- 2019 GK19
- 2019 GL19
- 2019 GM19
- 2019 GO19
- 2019 GP19
- 2019 GQ19
- 2019 GR19
- 2019 GS19
- 2019 GT19
- 2019 GU19
- 2019 GV19
- 2019 GW19
- 2019 GX19
- 2019 GY19
- 2019 GZ19
- 2019 GA20
- 2019 GB20
- 2019 GC20
- 2019 GD20
- 2019 GE20
- 2019 GF20
- 2019 GG20
- 2019 GH20
- 2019 GJ20
- 2019 GK20
- 2019 GL20
- 2019 GM20
- 2019 GN20
- 2019 GO20
- 2019 GP20
- 2019 GQ20
- 2019 GR20
- 2019 GS20
- 2019 GT20
- 2019 GU20
- 2019 GV20
- 2019 GW20
- 2019 GX20
- 2019 GD21
- 2019 GF21
- 2019 GH21
- 2019 GJ21
- 2019 GK21
- 2019 GL21
- 2019 GM21
- 2019 GN21
- 2019 GO21
- 2019 GP21
- 2019 GQ21
- 2019 GR21
- 2019 GW21
- 2019 GZ21
- 2019 GB22
- 2019 GC22
- 2019 GD22
- 2019 GK22
- 2019 GN22
- 2019 GO22
- 2019 GP22
- 2019 GQ22
- 2019 GR22
- 2019 GT22
- 2019 GU22
- 2019 GV22
- 2019 GX22
- 2019 GZ22
- 2019 GB23
- 2019 GG23
- 2019 GH23
- 2019 GJ23
- 2019 GL23
- 2019 GQ23
- 2019 GR23
- 2019 GS23
- 2019 GW23
- 2019 GX23
- 2019 GY23
- 2019 GA24
- 2019 GD24
- 2019 GE24
- 2019 GG24
- 2019 GL24
- 2019 GR24
- 2019 GT24
- 2019 GW24
- 2019 GY24
- 2019 GZ24
- 2019 GG25
- 2019 GH25
- 2019 GJ25
- 2019 GL25
- 2019 GM25
- 2019 GN25
- 2019 GO25
- 2019 GP25
- 2019 GU25
- 2019 GV25
- 2019 GW25
- 2019 GX25
- 2019 GY25
- 2019 GZ25
- 2019 GA26
- 2019 GB26
- 2019 GC26
- 2019 GE26
- 2019 GH26
- 2019 GK26
- 2019 GL26
- 2019 GO26
- 2019 GP26
- 2019 GQ26
- 2019 GR26
- 2019 GS26
- 2019 GT26
- 2019 GV26
- 2019 GY26
- 2019 GC27
- 2019 GE27
- 2019 GF27
- 2019 GH27
- 2019 GJ27
- 2019 GK27
- 2019 GL27
- 2019 GM27
- 2019 GO27
- 2019 GP27
- 2019 GQ27
- 2019 GT27
- 2019 GU27
- 2019 GV27
- 2019 GX27
- 2019 GY27
- 2019 GZ27
- 2019 GA28
- 2019 GD28
- 2019 GE28
- 2019 GG28
- 2019 GH28
- 2019 GJ28
- 2019 GK28
- 2019 GM28
- 2019 GN28
- 2019 GO28
- 2019 GP28
- 2019 GQ28
- 2019 GR28
- 2019 GS28
- 2019 GT28
- 2019 GU28
- 2019 GV28
- 2019 GW28
- 2019 GX28
- 2019 GY28
- 2019 GZ28
- 2019 GA29
- 2019 GB29
- 2019 GC29
- 2019 GD29
- 2019 GF29
- 2019 GG29
- 2019 GH29
- 2019 GJ29
- 2019 GK29
- 2019 GL29
- 2019 GM29
- 2019 GP29
- 2019 GQ29
- 2019 GR29
- 2019 GS29
- 2019 GT29
- 2019 GU29
- 2019 GV29
- 2019 GX29
- 2019 GY29
- 2019 GZ29
- 2019 GA30
- 2019 GD30
- 2019 GF30
- 2019 GG30
- 2019 GK30
- 2019 GQ30
- 2019 GT30
- 2019 GU30
- 2019 GV30
- 2019 GX30
- 2019 GY30
- 2019 GZ30
- 2019 GA31
- 2019 GB31
- 2019 GC31
- 2019 GD31
- 2019 GF31
- 2019 GG31
- 2019 GH31
- 2019 GJ31
- 2019 GK31
- 2019 GL31
- 2019 GM31
- 2019 GN31
- 2019 GO31
- 2019 GP31
- 2019 GQ31
- 2019 GR31
- 2019 GT31
- 2019 GU31
- 2019 GV31
- 2019 GW31
- 2019 GZ31
- 2019 GA32
- 2019 GB32
- 2019 GC32
- 2019 GD32
- 2019 GE32
- 2019 GG32
- 2019 GH32
- 2019 GJ32
- 2019 GL32
- 2019 GM32
- 2019 GN32
- 2019 GP32
- 2019 GQ32
- 2019 GR32
- 2019 GS32
- 2019 GT32
- 2019 GU32
- 2019 GV32
- 2019 GW32
- 2019 GX32
- 2019 GZ32
- 2019 GA33
- 2019 GB33
- 2019 GC33
- 2019 GH33
- 2019 GJ33
- 2019 GL33
- 2019 GM33
- 2019 GN33
- 2019 GO33
- 2019 GP33
- 2019 GQ33
- 2019 GS33
- 2019 GT33
- 2019 GU33
- 2019 GV33
- 2019 GW33
- 2019 GY33
- 2019 GZ33
- 2019 GA34
- 2019 GD34
- 2019 GG34
- 2019 GH34
- 2019 GK34
- 2019 GL34
- 2019 GN34
- 2019 GO34
- 2019 GP34
- 2019 GQ34
- 2019 GY34
- 2019 GA35
- 2019 GB35
- 2019 GC35
- 2019 GD35
- 2019 GF35
- 2019 GH35
- 2019 GJ35
- 2019 GK35
- 2019 GM35
- 2019 GN35
- 2019 GO35
- 2019 GP35
- 2019 GQ35
- 2019 GR35
- 2019 GT35
- 2019 GV35
- 2019 GX35
- 2019 GA36
- 2019 GD36
- 2019 GH36
- 2019 GJ36
- 2019 GK36
- 2019 GL36
- 2019 GO36
- 2019 GP36
- 2019 GQ36
- 2019 GR36
- 2019 GS36
- 2019 GU36
- 2019 GV36
- 2019 GW36
- 2019 GX36
- 2019 GA37
- 2019 GB37
- 2019 GC37
- 2019 GD37
- 2019 GE37
- 2019 GG37
- 2019 GH37
- 2019 GJ37
- 2019 GK37
- 2019 GL37
- 2019 GM37
- 2019 GN37
- 2019 GO37
- 2019 GP37
- 2019 GR37
- 2019 GS37
- 2019 GV37
- 2019 GW37
- 2019 GD38
- 2019 GE38
- 2019 GF38
- 2019 GH38
- 2019 GL38
- 2019 GM38
- 2019 GN38
- 2019 GO38
- 2019 GR38
- 2019 GW38
- 2019 GX38
- 2019 GD39
- 2019 GE39
- 2019 GG39
- 2019 GH39
- 2019 GJ39
- 2019 GK39
- 2019 GL39
- 2019 GM39
- 2019 GN39
- 2019 GP39
- 2019 GQ39
- 2019 GR39
- 2019 GS39
- 2019 GT39
- 2019 GU39
- 2019 GV39
- 2019 GW39
- 2019 GX39
- 2019 GY39
- 2019 GZ39
- 2019 GA40
- 2019 GB40
- 2019 GC40
- 2019 GD40
- 2019 GE40
- 2019 GF40
- 2019 GG40
- 2019 GH40
- 2019 GK40
- 2019 GL40
- 2019 GM40
- 2019 GN40
- 2019 GO40
- 2019 GP40
- 2019 GR40
- 2019 GS40
- 2019 GT40
- 2019 GV40
- 2019 GW40
- 2019 GX40
- 2019 GY40
- 2019 GZ40
- 2019 GA41
- 2019 GB41
- 2019 GD41
- 2019 GE41
- 2019 GF41
- 2019 GG41
- 2019 GH41
- 2019 GJ41
- 2019 GK41
- 2019 GL41
- 2019 GO41
- 2019 GP41
- 2019 GQ41
- 2019 GR41
- 2019 GS41
- 2019 GT41
- 2019 GU41
- 2019 GV41
- 2019 GX41
- 2019 GY41
- 2019 GZ41
- 2019 GA42
- 2019 GB42
- 2019 GC42
- 2019 GD42
- 2019 GF42
- 2019 GH42
- 2019 GK42
- 2019 GL42
- 2019 GM42
- 2019 GN42
- 2019 GO42
- 2019 GQ42
- 2019 GW42
- 2019 GX42
- 2019 GY42
- 2019 GZ42
- 2019 GB43
- 2019 GC43
- 2019 GD43
- 2019 GE43
- 2019 GF43
- 2019 GG43
- 2019 GJ43
- 2019 GL43
- 2019 GM43
- 2019 GO43
- 2019 GR43
- 2019 GS43
- 2019 GW43
- 2019 GY43
- 2019 GZ43
- 2019 GA44
- 2019 GD44
- 2019 GE44
- 2019 GG44
- 2019 GH44
- 2019 GJ44
- 2019 GK44
- 2019 GL44
- 2019 GM44
- 2019 GP44
- 2019 GQ44
- 2019 GR44
- 2019 GS44
- 2019 GT44
- 2019 GJ45
- 2019 GK45
- 2019 GL45
- 2019 GM45
- 2019 GS45
- 2019 GT45
- 2019 GU45
- 2019 GW45
- 2019 GX45
- 2019 GY45
- 2019 GZ45
- 2019 GB46
- 2019 GC46
- 2019 GD46
- 2019 GE46
- 2019 GG46
- 2019 GH46
- 2019 GJ46
- 2019 GK46
- 2019 GL46
- 2019 GM46
- 2019 GN46
- 2019 GO46
- 2019 GP46
- 2019 GQ46
- 2019 GR46
- 2019 GS46
- 2019 GT46
- 2019 GU46
- 2019 GV46
- 2019 GW46
- 2019 GX46
- 2019 GY46
- 2019 GZ46
- 2019 GA47
- 2019 GB47
- 2019 GC47
- 2019 GD47
- 2019 GE47
- 2019 GF47
- 2019 GH47
- 2019 GJ47
- 2019 GK47
- 2019 GL47
- 2019 GM47
- 2019 GN47
- 2019 GO47
- 2019 GQ47
- 2019 GR47
- 2019 GU47
- 2019 GV47
- 2019 GX47
- 2019 GY47
- 2019 GZ47
- 2019 GC48
- 2019 GD48
- 2019 GE48
- 2019 GF48
- 2019 GG48
- 2019 GK48
- 2019 GL48
- 2019 GM48
- 2019 GN48
- 2019 GP48
- 2019 GQ48
- 2019 GS48
- 2019 GU48
- 2019 GV48
- 2019 GW48
- 2019 GX48
- 2019 GZ48
- 2019 GA49
- 2019 GB49
- 2019 GD49
- 2019 GE49
- 2019 GH49
- 2019 GK49
- 2019 GM49
- 2019 GN49
- 2019 GB50
- 2019 GW50
- 2019 GX50
- 2019 GY50
- 2019 GC51
- 2019 GD51
- 2019 GF51
- 2019 GG51
- 2019 GJ51
- 2019 GL51
- 2019 GN51
- 2019 GP51
- 2019 GR51
- 2019 GV51
- 2019 GW51
- 2019 GB52
- 2019 GP52
- 2019 GQ52
- 2019 GU52
- 2019 GW52
- 2019 GY52
- 2019 GF53
- 2019 GG53
- 2019 GH53
- 2019 GJ53
- 2019 GR53
- 2019 GT53
- 2019 GU53
- 2019 GV53
- 2019 GW53
- 2019 GZ53
- 2019 GA54
- 2019 GB54
- 2019 GC54
- 2019 GD54
- 2019 GE54
- 2019 GF54
- 2019 GG54
- 2019 GL54
- 2019 GM54
- 2019 GN54
- 2019 GP54
- 2019 GQ54
- 2019 GR54
- 2019 GS54
- 2019 GT54
- 2019 GU54
- 2019 GV54
- 2019 GW54
- 2019 GX54
- 2019 GZ54
- 2019 GA55
- 2019 GD55
- 2019 GE55
- 2019 GG55
- 2019 GJ55
- 2019 GK55
- 2019 GL55
- 2019 GM55
- 2019 GN55
- 2019 GO55
- 2019 GP55
- 2019 GQ55
- 2019 GR55
- 2019 GS55
- 2019 GT55
- 2019 GU55
- 2019 GX55
- 2019 GZ55
- 2019 GB56
- 2019 GD56
- 2019 GE56
- 2019 GF56
- 2019 GH56
- 2019 GL56
- 2019 GM56
- 2019 GN56
- 2019 GQ56
- 2019 GW56
- 2019 GY56
- 2019 GZ56
- 2019 GA57
- 2019 GB57
- 2019 GC57
- 2019 GD57
- 2019 GE57
- 2019 GF57
- 2019 GG57
- 2019 GH57
- 2019 GL57
- 2019 GN57
- 2019 GQ57
- 2019 GR57
- 2019 GS57
- 2019 GT57
- 2019 GU57
- 2019 GW57
- 2019 GX57
- 2019 GZ57
- 2019 GA58
- 2019 GB58
- 2019 GD58
- 2019 GE58
- 2019 GF58
- 2019 GG58
- 2019 GJ58
- 2019 GR58
- 2019 GS58
- 2019 GT58
- 2019 GU58
- 2019 GA59
- 2019 GC59
- 2019 GE59
- 2019 GH59
- 2019 GJ59
- 2019 GK59
- 2019 GL59
- 2019 GM59
- 2019 GN59
- 2019 GP59
- 2019 GQ59
- 2019 GS59
- 2019 GZ59
- 2019 GB60
- 2019 GC60
- 2019 GD60
- 2019 GE60
- 2019 GG60
- 2019 GH60
- 2019 GJ60
- 2019 GK60
- 2019 GL60
- 2019 GN60
- 2019 GO60
- 2019 GP60
- 2019 GQ60
- 2019 GR60
- 2019 GS60
- 2019 GT60
- 2019 GU60
- 2019 GV60
- 2019 GW60
- 2019 GX60
- 2019 GY60
- 2019 GZ60
- 2019 GA61
- 2019 GB61
- 2019 GC61
- 2019 GD61
- 2019 GE61
- 2019 GF61
- 2019 GG61
- 2019 GH61
- 2019 GJ61
- 2019 GK61
- 2019 GL61
- 2019 GM61
- 2019 GN61
- 2019 GO61
- 2019 GP61
- 2019 GQ61
- 2019 GR61
- 2019 GS61
- 2019 GT61
- 2019 GU61
- 2019 GV61
- 2019 GW61
- 2019 GX61
- 2019 GY61
- 2019 GZ61
- 2019 GA62
- 2019 GB62
- 2019 GC62
- 2019 GD62
- 2019 GE62
- 2019 GG62
- 2019 GH62
- 2019 GJ62
- 2019 GK62
- 2019 GL62
- 2019 GM62
- 2019 GN62
- 2019 GO62
- 2019 GP62
- 2019 GQ62
- 2019 GS62
- 2019 GT62
- 2019 GU62
- 2019 GV62
- 2019 GW62
- 2019 GX62
- 2019 GY62
- 2019 GZ62
- 2019 GA63
- 2019 GB63
- 2019 GC63
- 2019 GD63
- 2019 GE63
- 2019 GF63
- 2019 GG63
- 2019 GH63
- 2019 GJ63
- 2019 GK63
- 2019 GL63
- 2019 GM63
- 2019 GN63
- 2019 GQ63
- 2019 GS63
- 2019 GU63
- 2019 GV63
- 2019 GW63
- 2019 GX63
- 2019 GY63
- 2019 GZ63
- 2019 GB64
- 2019 GC64
- 2019 GD64
- 2019 GE64
- 2019 GF64
- 2019 GG64
- 2019 GH64
- 2019 GJ64
- 2019 GL64
- 2019 GM64
- 2019 GN64
- 2019 GO64
- 2019 GP64
- 2019 GQ64
- 2019 GR64
- 2019 GS64
- 2019 GT64
- 2019 GV64
- 2019 GW64
- 2019 GX64
- 2019 GZ64
- 2019 GB65
- 2019 GE65
- 2019 GF65
- 2019 GG65
- 2019 GH65
- 2019 GJ65
- 2019 GK65
- 2019 GL65
- 2019 GM65
- 2019 GN65
- 2019 GO65
- 2019 GP65
- 2019 GT65
- 2019 GU65
- 2019 GV65
- 2019 GW65
- 2019 GX65
- 2019 GY65
- 2019 GB66
- 2019 GC66
- 2019 GD66
- 2019 GE66
- 2019 GF66
- 2019 GG66
- 2019 GH66
- 2019 GK66
- 2019 GM66
- 2019 GO66
- 2019 GQ66
- 2019 GR66
- 2019 GU66
- 2019 GV66
- 2019 GY66
- 2019 GZ66
- 2019 GB67
- 2019 GC67
- 2019 GF67
- 2019 GG67
- 2019 GH67
- 2019 GJ67
- 2019 GK67
- 2019 GL67
- 2019 GM67
- 2019 GN67
- 2019 GO67
- 2019 GP67
- 2019 GS67
- 2019 GT67
- 2019 GU67
- 2019 GV67
- 2019 GW67
- 2019 GX67
- 2019 GY67
- 2019 GZ67
- 2019 GA68
- 2019 GB68
- 2019 GC68
- 2019 GE68
- 2019 GF68
- 2019 GG68
- 2019 GH68
- 2019 GJ68
- 2019 GK68
- 2019 GL68
- 2019 GM68
- 2019 GO68
- 2019 GP68
- 2019 GQ68
- 2019 GR68
- 2019 GS68
- 2019 GU68
- 2019 GW68
- 2019 GY68
- 2019 GZ68
- 2019 GA69
- 2019 GC69
- 2019 GD69
- 2019 GE69
- 2019 GF69
- 2019 GG69
- 2019 GH69
- 2019 GJ69
- 2019 GK69
- 2019 GL69
- 2019 GN69
- 2019 GQ69
- 2019 GR69
- 2019 GS69
- 2019 GY69
- 2019 GA70
- 2019 GB70
- 2019 GC70
- 2019 GF70
- 2019 GG70
- 2019 GH70
- 2019 GJ70
- 2019 GK70
- 2019 GN70
- 2019 GO70
- 2019 GQ70
- 2019 GR70
- 2019 GS70
- 2019 GT70
- 2019 GV70
- 2019 GX70
- 2019 GY70
- 2019 GZ70
- 2019 GA71
- 2019 GC71
- 2019 GD71
- 2019 GF71
- 2019 GG71
- 2019 GJ71
- 2019 GK71
- 2019 GM71
- 2019 GN71
- 2019 GO71
- 2019 GP71
- 2019 GQ71
- 2019 GR71
- 2019 GS71
- 2019 GT71
- 2019 GU71
- 2019 GV71
- 2019 GW71
- 2019 GX71
- 2019 GY71
- 2019 GZ71
- 2019 GA72
- 2019 GB72
- 2019 GC72
- 2019 GD72
- 2019 GE72
- 2019 GF72
- 2019 GG72
- 2019 GH72
- 2019 GJ72
- 2019 GK72
- 2019 GL72
- 2019 GM72
- 2019 GN72
- 2019 GO72
- 2019 GP72
- 2019 GQ72
- 2019 GR72
- 2019 GS72
- 2019 GT72
- 2019 GU72
- 2019 GV72
- 2019 GW72
- 2019 GX72
- 2019 GY72
- 2019 GZ72
- 2019 GA73
- 2019 GD73
- 2019 GE73
- 2019 GF73
- 2019 GG73
- 2019 GH73
- 2019 GJ73
- 2019 GK73
- 2019 GM73
- 2019 GO73
- 2019 GP73
- 2019 GQ73
- 2019 GR73
- 2019 GS73
- 2019 GT73
- 2019 GU73
- 2019 GW73
- 2019 GX73
- 2019 GY73
- 2019 GZ73
- 2019 GB74
- 2019 GC74
- 2019 GE74
- 2019 GF74
- 2019 GG74
- 2019 GH74
- 2019 GJ74
- 2019 GK74
- 2019 GM74
- 2019 GN74
- 2019 GO74
- 2019 GP74
- 2019 GQ74
- 2019 GR74
- 2019 GT74
- 2019 GU74
- 2019 GW74
- 2019 GX74
- 2019 GZ74
- 2019 GA75
- 2019 GB75
- 2019 GC75
- 2019 GD75
- 2019 GF75
- 2019 GG75
- 2019 GH75
- 2019 GJ75
- 2019 GK75
- 2019 GM75
- 2019 GN75
- 2019 GP75
- 2019 GQ75
- 2019 GR75
- 2019 GS75
- 2019 GT75
- 2019 GU75
- 2019 GV75
- 2019 GW75
- 2019 GX75
- 2019 GY75
- 2019 GZ75
- 2019 GA76
- 2019 GB76
- 2019 GC76
- 2019 GD76
- 2019 GE76
- 2019 GF76
- 2019 GG76
- 2019 GH76
- 2019 GJ76
- 2019 GK76
- 2019 GL76
- 2019 GM76
- 2019 GN76
- 2019 GO76
- 2019 GP76
- 2019 GQ76
- 2019 GR76
- 2019 GS76
- 2019 GT76
- 2019 GU76
- 2019 GV76
- 2019 GW76
- 2019 GX76
- 2019 GY76
- 2019 GZ76
- 2019 GA77
- 2019 GB77
- 2019 GC77
- 2019 GD77
- 2019 GE77
- 2019 GG77
- 2019 GH77
- 2019 GJ77
- 2019 GK77
- 2019 GL77
- 2019 GM77
- 2019 GN77
- 2019 GO77
- 2019 GP77
- 2019 GQ77
- 2019 GR77
- 2019 GS77
- 2019 GT77
- 2019 GU77
- 2019 GV77
- 2019 GW77
- 2019 GX77
- 2019 GY77
- 2019 GZ77
- 2019 GA78
- 2019 GB78
- 2019 GC78
- 2019 GD78
- 2019 GE78
- 2019 GF78
- 2019 GG78
- 2019 GH78
- 2019 GJ78
- 2019 GK78
- 2019 GL78
- 2019 GM78
- 2019 GN78
- 2019 GO78
- 2019 GP78
- 2019 GQ78
- 2019 GR78
- 2019 GS78
- 2019 GT78
- 2019 GU78
- 2019 GV78
- 2019 GW78
- 2019 GX78
- 2019 GY78
- 2019 GZ78
- 2019 GA79
- 2019 GB79
- 2019 GC79
- 2019 GD79
- 2019 GE79
- 2019 GF79
- 2019 GG79
- 2019 GH79
- 2019 GJ79
- 2019 GK79
- 2019 GL79
- 2019 GM79
- 2019 GN79
- 2019 GP79
- 2019 GR79
- 2019 GS79
- 2019 GT79
- 2019 GU79
- 2019 GV79
- 2019 GW79
- 2019 GX79
- 2019 GY79
- 2019 GZ79
- 2019 GB80
- 2019 GC80
- 2019 GD80
- 2019 GE80
- 2019 GG80
- 2019 GK80
- 2019 GM80
- 2019 GO80
- 2019 GQ80
- 2019 GR80
- 2019 GS80
- 2019 GT80
- 2019 GU80
- 2019 GV80
- 2019 GW80
- 2019 GZ80
- 2019 GA81
- 2019 GB81
- 2019 GC81
- 2019 GD81
- 2019 GE81
- 2019 GF81
- 2019 GG81
- 2019 GJ81
- 2019 GK81
- 2019 GL81
- 2019 GM81
- 2019 GN81
- 2019 GO81
- 2019 GP81
- 2019 GQ81
- 2019 GR81
- 2019 GS81
- 2019 GT81
- 2019 GU81
- 2019 GW81
- 2019 GX81
- 2019 GY81
- 2019 GZ81
- 2019 GA82
- 2019 GB82
- 2019 GC82
- 2019 GD82
- 2019 GF82
- 2019 GG82
- 2019 GH82
- 2019 GJ82
- 2019 GK82
- 2019 GL82
- 2019 GM82
- 2019 GN82
- 2019 GP82
- 2019 GQ82
- 2019 GR82
- 2019 GS82
- 2019 GT82
- 2019 GV82
- 2019 GW82
- 2019 GX82
- 2019 GY82
- 2019 GZ82
- 2019 GA83
- 2019 GB83
- 2019 GC83
- 2019 GE83
- 2019 GF83
- 2019 GG83
- 2019 GH83
- 2019 GJ83
- 2019 GK83
- 2019 GM83
- 2019 GP83
- 2019 GQ83
- 2019 GR83
- 2019 GS83
- 2019 GT83
- 2019 GU83
- 2019 GV83
- 2019 GW83
- 2019 GX83
- 2019 GY83
- 2019 GA84
- 2019 GB84
- 2019 GC84
- 2019 GD84
- 2019 GE84
- 2019 GF84
- 2019 GG84
- 2019 GH84
- 2019 GJ84
- 2019 GK84
- 2019 GL84
- 2019 GN84
- 2019 GO84
- 2019 GP84
- 2019 GR84
- 2019 GS84
- 2019 GT84
- 2019 GV84
- 2019 GW84
- 2019 GX84
- 2019 GY84
- 2019 GZ84
- 2019 GA85
- 2019 GB85
- 2019 GC85
- 2019 GD85
- 2019 GG85
- 2019 GH85
- 2019 GJ85
- 2019 GK85
- 2019 GL85
- 2019 GM85
- 2019 GN85
- 2019 GO85
- 2019 GP85
- 2019 GQ85
- 2019 GR85
- 2019 GS85
- 2019 GT85
- 2019 GU85
- 2019 GV85
- 2019 GW85
- 2019 GX85
- 2019 GY85
- 2019 GZ85
- 2019 GA86
- 2019 GB86
- 2019 GC86
- 2019 GD86
- 2019 GE86
- 2019 GF86
- 2019 GG86
- 2019 GH86
- 2019 GJ86
- 2019 GK86
- 2019 GL86
- 2019 GM86
- 2019 GN86
- 2019 GO86
- 2019 GP86
- 2019 GQ86
- 2019 GR86
- 2019 GS86
- 2019 GT86
- 2019 GV86
- 2019 GW86
- 2019 GX86
- 2019 GY86
- 2019 GZ86
- 2019 GA87
- 2019 GB87
- 2019 GC87
- 2019 GD87
- 2019 GE87
- 2019 GF87
- 2019 GG87
- 2019 GH87
- 2019 GJ87
- 2019 GK87
- 2019 GL87
- 2019 GM87
- 2019 GN87
- 2019 GO87
- 2019 GP87
- 2019 GQ87
- 2019 GR87
- 2019 GT87
- 2019 GU87
- 2019 GV87
- 2019 GW87
- 2019 GY87
- 2019 GZ87
- 2019 GB88
- 2019 GC88
- 2019 GD88
- 2019 GE88
- 2019 GF88
- 2019 GG88
- 2019 GH88
- 2019 GJ88
- 2019 GK88
- 2019 GL88
- 2019 GM88
- 2019 GN88
- 2019 GO88
- 2019 GP88
- 2019 GR88
- 2019 GS88
- 2019 GT88
- 2019 GV88
- 2019 GW88
- 2019 GY88
- 2019 GZ88
- 2019 GA89
- 2019 GB89
- 2019 GC89
- 2019 GD89
- 2019 GE89
- 2019 GF89
- 2019 GG89
- 2019 GH89
- 2019 GJ89
- 2019 GK89
- 2019 GL89
- 2019 GM89
- 2019 GN89
- 2019 GO89
- 2019 GP89
- 2019 GQ89
- 2019 GR89
- 2019 GS89
- 2019 GT89
- 2019 GU89
- 2019 GV89
- 2019 GW89
- 2019 GX89
- 2019 GY89
- 2019 GZ89
- 2019 GA90
- 2019 GB90
- 2019 GC90
- 2019 GD90
- 2019 GE90
- 2019 GF90
- 2019 GG90
- 2019 GH90
- 2019 GJ90
- 2019 GK90
- 2019 GM90
- 2019 GN90
- 2019 GO90
- 2019 GP90
- 2019 GQ90
- 2019 GS90
- 2019 GT90
- 2019 GU90
- 2019 GV90
- 2019 GW90
- 2019 GX90
- 2019 GY90
- 2019 GA91
- 2019 GB91
- 2019 GC91
- 2019 GD91
- 2019 GE91
- 2019 GG91
- 2019 GH91
- 2019 GJ91
- 2019 GK91
- 2019 GL91
- 2019 GM91
- 2019 GN91
- 2019 GO91
- 2019 GP91
- 2019 GQ91
- 2019 GR91
- 2019 GS91
- 2019 GU91
- 2019 GV91
- 2019 GW91
- 2019 GX91
- 2019 GY91
- 2019 GZ91
- 2019 GA92
- 2019 GB92
- 2019 GC92
- 2019 GD92
- 2019 GE92
- 2019 GF92
- 2019 GG92
- 2019 GH92
- 2019 GJ92
- 2019 GK92
- 2019 GL92
- 2019 GM92
- 2019 GN92
- 2019 GO92
- 2019 GP92
- 2019 GQ92
- 2019 GR92
- 2019 GS92
- 2019 GT92
- 2019 GV92
- 2019 GW92
- 2019 GX92
- 2019 GZ92
- 2019 GA93
- 2019 GB93
- 2019 GD93
- 2019 GE93
- 2019 GF93
- 2019 GG93
- 2019 GH93
- 2019 GJ93
- 2019 GK93
- 2019 GL93
- 2019 GM93
- 2019 GN93
- 2019 GO93
- 2019 GP93
- 2019 GQ93
- 2019 GR93
- 2019 GT93
- 2019 GV93
- 2019 GW93
- 2019 GX93
- 2019 GY93
- 2019 GA94
- 2019 GB94
- 2019 GC94
- 2019 GD94
- 2019 GE94
- 2019 GF94
- 2019 GG94
- 2019 GH94
- 2019 GJ94
- 2019 GK94
- 2019 GL94
- 2019 GM94
- 2019 GN94
- 2019 GO94
- 2019 GP94
- 2019 GQ94
- 2019 GS94
- 2019 GT94
- 2019 GU94
- 2019 GV94
- 2019 GW94
- 2019 GX94
- 2019 GY94
- 2019 GZ94
- 2019 GA95
- 2019 GB95
- 2019 GC95
- 2019 GD95
- 2019 GE95
- 2019 GF95
- 2019 GG95
- 2019 GH95
- 2019 GJ95
- 2019 GK95
- 2019 GL95
- 2019 GM95
- 2019 GN95
- 2019 GO95
- 2019 GP95
- 2019 GQ95
- 2019 GR95
- 2019 GT95
- 2019 GU95
- 2019 GV95
- 2019 GW95
- 2019 GX95
- 2019 GY95
- 2019 GZ95
- 2019 GA96
- 2019 GB96
- 2019 GC96
- 2019 GD96
- 2019 GE96
- 2019 GF96
- 2019 GG96
- 2019 GH96
- 2019 GJ96
- 2019 GK96
- 2019 GM96
- 2019 GN96
- 2019 GO96
- 2019 GP96
- 2019 GQ96
- 2019 GR96
- 2019 GS96
- 2019 GT96
- 2019 GU96
- 2019 GV96
- 2019 GW96
- 2019 GX96
- 2019 GY96
- 2019 GZ96
- 2019 GA97
- 2019 GB97
- 2019 GD97
- 2019 GE97
- 2019 GG97
- 2019 GH97
- 2019 GJ97
- 2019 GK97
- 2019 GL97
- 2019 GM97
- 2019 GO97
- 2019 GP97
- 2019 GQ97
- 2019 GR97
- 2019 GS97
- 2019 GT97
- 2019 GU97
- 2019 GV97
- 2019 GW97
- 2019 GX97
- 2019 GZ97
- 2019 GA98
- 2019 GC98
- 2019 GD98
- 2019 GE98
- 2019 GF98
- 2019 GG98
- 2019 GH98
- 2019 GK98
- 2019 GM98
- 2019 GN98
- 2019 GR98
- 2019 GS98
- 2019 GT98
- 2019 GU98
- 2019 GV98
- 2019 GX98
- 2019 GY98
- 2019 GZ98
- 2019 GA99
- 2019 GB99
- 2019 GC99
- 2019 GD99
- 2019 GE99
- 2019 GF99
- 2019 GG99
- 2019 GH99
- 2019 GJ99
- 2019 GK99
- 2019 GL99
- 2019 GM99
- 2019 GN99
- 2019 GO99
- 2019 GP99
- 2019 GQ99
- 2019 GR99
- 2019 GS99
- 2019 GT99
- 2019 GW99
- 2019 GX99
- 2019 GY99
- 2019 GZ99
- 2019 GA100
- 2019 GB100
- 2019 GD100
- 2019 GE100
- 2019 GF100
- 2019 GG100
- 2019 GH100
- 2019 GJ100
- 2019 GK100
- 2019 GM100
- 2019 GN100
- 2019 GO100
- 2019 GP100
- 2019 GQ100
- 2019 GR100
- 2019 GS100
- 2019 GT100
- 2019 GU100
- 2019 GV100
- 2019 GW100
- 2019 GX100
- 2019 GY100
- 2019 GZ100
- 2019 GA101
- 2019 GB101
- 2019 GC101
- 2019 GD101
- 2019 GE101
- 2019 GH101
- 2019 GJ101
- 2019 GK101
- 2019 GL101
- 2019 GN101
- 2019 GO101
- 2019 GP101
- 2019 GQ101
- 2019 GR101
- 2019 GS101
- 2019 GT101
- 2019 GU101
- 2019 GV101
- 2019 GW101
- 2019 GX101
- 2019 GZ101
- 2019 GA102
- 2019 GB102
- 2019 GC102
- 2019 GD102
- 2019 GE102
- 2019 GF102
- 2019 GG102
- 2019 GH102
- 2019 GJ102
- 2019 GK102
- 2019 GL102
- 2019 GM102
- 2019 GN102
- 2019 GO102
- 2019 GP102
- 2019 GQ102
- 2019 GR102
- 2019 GS102
- 2019 GT102
- 2019 GU102
- 2019 GV102
- 2019 GW102
- 2019 GX102
- 2019 GY102
- 2019 GA103
- 2019 GB103
- 2019 GC103
- 2019 GD103
- 2019 GE103
- 2019 GF103
- 2019 GG103
- 2019 GH103
- 2019 GJ103
- 2019 GK103
- 2019 GM103
- 2019 GN103
- 2019 GO103
- 2019 GP103
- 2019 GQ103
- 2019 GR103
- 2019 GS103
- 2019 GT103
- 2019 GU103
- 2019 GV103
- 2019 GW103
- 2019 GX103
- 2019 GY103
- 2019 GZ103
- 2019 GA104
- 2019 GB104
- 2019 GC104
- 2019 GD104
- 2019 GE104
- 2019 GF104
- 2019 GG104
- 2019 GH104
- 2019 GJ104
- 2019 GK104
- 2019 GL104
- 2019 GM104
- 2019 GN104
- 2019 GO104
- 2019 GP104
- 2019 GQ104
- 2019 GR104
- 2019 GS104
- 2019 GU104
- 2019 GW104
- 2019 GX104
- 2019 GZ104
- 2019 GA105
- 2019 GB105
- 2019 GC105
- 2019 GD105
- 2019 GE105
- 2019 GF105
- 2019 GG105
- 2019 GH105
- 2019 GJ105
- 2019 GK105
- 2019 GL105
- 2019 GM105
- 2019 GN105
- 2019 GO105
- 2019 GP105
- 2019 GQ105
- 2019 GR105
- 2019 GS105
- 2019 GT105
- 2019 GU105
- 2019 GV105
- 2019 GW105
- 2019 GX105
- 2019 GY105
- 2019 GZ105
- 2019 GA106
- 2019 GB106
- 2019 GC106
- 2019 GD106
- 2019 GF106
- 2019 GG106
- 2019 GJ106
- 2019 GK106
- 2019 GL106
- 2019 GM106
- 2019 GN106
- 2019 GO106
- 2019 GP106
- 2019 GR106
- 2019 GS106
- 2019 GT106
- 2019 GU106
- 2019 GV106
- 2019 GW106
- 2019 GX106
- 2019 GY106
- 2019 GZ106
- 2019 GA107
- 2019 GB107
- 2019 GC107
- 2019 GD107
- 2019 GE107
- 2019 GF107
- 2019 GG107
- 2019 GH107
- 2019 GJ107
- 2019 GK107
- 2019 GL107
- 2019 GM107
- 2019 GN107
- 2019 GO107
- 2019 GP107
- 2019 GQ107
- 2019 GR107
- 2019 GS107
- 2019 GU107
- 2019 GV107
- 2019 GX107
- 2019 GY107
- 2019 GA108
- 2019 GD108
- 2019 GE108
- 2019 GF108
- 2019 GG108
- 2019 GJ108
- 2019 GK108
- 2019 GL108
- 2019 GO108
- 2019 GP108
- 2019 GQ108
- 2019 GR108
- 2019 GS108
- 2019 GT108
- 2019 GU108
- 2019 GV108
- 2019 GW108
- 2019 GX108
- 2019 GY108
- 2019 GZ108
- 2019 GA109
- 2019 GB109
- 2019 GC109
- 2019 GD109
- 2019 GE109
- 2019 GF109
- 2019 GG109
- 2019 GH109
- 2019 GJ109
- 2019 GK109
- 2019 GL109
- 2019 GM109
- 2019 GN109
- 2019 GO109
- 2019 GP109
- 2019 GQ109
- 2019 GR109
- 2019 GS109
- 2019 GT109
- 2019 GU109
- 2019 GV109
- 2019 GW109
- 2019 GZ109
- 2019 GA110
- 2019 GB110
- 2019 GC110
- 2019 GD110
- 2019 GE110
- 2019 GF110
- 2019 GG110
- 2019 GH110
- 2019 GJ110
- 2019 GK110
- 2019 GL110
- 2019 GM110
- 2019 GN110
- 2019 GP110
- 2019 GR110
- 2019 GS110
- 2019 GT110
- 2019 GV110
- 2019 GW110
- 2019 GY110
- 2019 GZ110
- 2019 GA111
- 2019 GB111
- 2019 GC111
- 2019 GD111
- 2019 GE111
- 2019 GF111
- 2019 GH111
- 2019 GJ111
- 2019 GK111
- 2019 GL111
- 2019 GM111
- 2019 GN111
- 2019 GO111
- 2019 GP111
- 2019 GR111
- 2019 GS111
- 2019 GT111
- 2019 GU111
- 2019 GV111
- 2019 GW111
- 2019 GX111
- 2019 GY111
- 2019 GZ111
- 2019 GC112
- 2019 GD112
- 2019 GE112
- 2019 GF112
- 2019 GG112
- 2019 GJ112
- 2019 GK112
- 2019 GL112
- 2019 GO112
- 2019 GR112
- 2019 GS112
- 2019 GU112
- 2019 GV112
- 2019 GW112
- 2019 GX112
- 2019 GY112
- 2019 GZ112
- 2019 GA113
- 2019 GB113
- 2019 GC113
- 2019 GD113
- 2019 GG113
- 2019 GH113
- 2019 GK113
- 2019 GN113
- 2019 GO113
- 2019 GP113
- 2019 GQ113
- 2019 GR113
- 2019 GS113
- 2019 GT113
- 2019 GU113
- 2019 GV113
- 2019 GW113
- 2019 GX113
- 2019 GZ113
- 2019 GA114
- 2019 GB114
- 2019 GD114
- 2019 GE114
- 2019 GJ114
- 2019 GL114
- 2019 GR114
- 2019 GS114
- 2019 GT114
- 2019 GU114
- 2019 GV114
- 2019 GW114
- 2019 GX114
- 2019 GY114
- 2019 GZ114
- 2019 GA115
- 2019 GB115
- 2019 GC115
- 2019 GD115
- 2019 GE115
- 2019 GF115
- 2019 GG115
- 2019 GH115
- 2019 GJ115
- 2019 GK115
- 2019 GM115
- 2019 GN115
- 2019 GO115
- 2019 GP115
- 2019 GQ115
- 2019 GR115
- 2019 GS115
- 2019 GT115
- 2019 GU115
- 2019 GV115
- 2019 GW115
- 2019 GX115
- 2019 GY115
- 2019 GZ115
- 2019 GA116
- 2019 GB116
- 2019 GC116
- 2019 GD116
- 2019 GE116
- 2019 GF116
- 2019 GG116
- 2019 GH116
- 2019 GJ116
- 2019 GK116
- 2019 GL116
- 2019 GM116
- 2019 GN116
- 2019 GO116
- 2019 GP116
- 2019 GQ116
- 2019 GR116
- 2019 GS116
- 2019 GT116
- 2019 GV116
- 2019 GW116
- 2019 GX116
- 2019 GY116
- 2019 GZ116
- 2019 GA117
- 2019 GB117
- 2019 GC117
- 2019 GD117
- 2019 GE117
- 2019 GF117
- 2019 GG117
- 2019 GK117
- 2019 GM117
- 2019 GP117
- 2019 GR117
- 2019 GX117
- 2019 GZ117
- 2019 GA118
- 2019 GC118
- 2019 GE118
- 2019 GH118
- 2019 GJ118
- 2019 GK118
- 2019 GM118
- 2019 GN118
- 2019 GQ118
- 2019 GS118
- 2019 GU118
- 2019 GV118
- 2019 GY118
- 2019 GZ118
- 2019 GA119
- 2019 GB119
- 2019 GC119
- 2019 GD119
- 2019 GE119
- 2019 GF119
- 2019 GG119
- 2019 GH119
- 2019 GJ119
- 2019 GL119
- 2019 GM119
- 2019 GP119
- 2019 GQ119
- 2019 GR119
- 2019 GS119
- 2019 GT119
- 2019 GU119
- 2019 GV119
- 2019 GW119
- 2019 GX119
- 2019 GZ119
- 2019 GA120
- 2019 GC120
- 2019 GD120
- 2019 GE120
- 2019 GF120
- 2019 GG120
- 2019 GK120
- 2019 GL120
- 2019 GM120
- 2019 GN120
- 2019 GP120
- 2019 GQ120
- 2019 GR120
- 2019 GS120
- 2019 GU120
- 2019 GW120
- 2019 GX120
- 2019 GY120
- 2019 GZ120
- 2019 GA121
- 2019 GB121
- 2019 GC121
- 2019 GD121
- 2019 GE121
- 2019 GF121
- 2019 GG121
- 2019 GH121
- 2019 GJ121
- 2019 GK121
- 2019 GL121
- 2019 GO121
- 2019 GP121
- 2019 GQ121
- 2019 GS121
- 2019 GT121
- 2019 GU121
- 2019 GV121
- 2019 GW121
- 2019 GX121
- 2019 GY121
- 2019 GZ121
- 2019 GA122
- 2019 GB122
- 2019 GC122
- 2019 GD122
- 2019 GF122
- 2019 GG122
- 2019 GH122
- 2019 GJ122
- 2019 GK122
- 2019 GM122
- 2019 GO122
- 2019 GP122
- 2019 GQ122
- 2019 GR122
- 2019 GT122
- 2019 GV122
- 2019 GX122
- 2019 GY122
- 2019 GZ122
- 2019 GA123
- 2019 GB123
- 2019 GC123
- 2019 GE123
- 2019 GH123
- 2019 GJ123
- 2019 GK123
- 2019 GM123
- 2019 GQ123
- 2019 GS123
- 2019 GT123
- 2019 GU123
- 2019 GV123
- 2019 GW123
- 2019 GX123
- 2019 GY123
- 2019 GZ123
- 2019 GC124
- 2019 GD124
- 2019 GE124
- 2019 GF124
- 2019 GG124
- 2019 GH124
- 2019 GJ124
- 2019 GK124
- 2019 GL124
- 2019 GM124
- 2019 GN124
- 2019 GO124
- 2019 GP124
- 2019 GQ124
- 2019 GR124
- 2019 GT124
- 2019 GU124
- 2019 GV124
- 2019 GY124
- 2019 GZ124
- 2019 GA125
- 2019 GB125
- 2019 GD125
- 2019 GE125
- 2019 GF125
- 2019 GG125
- 2019 GH125
- 2019 GJ125
- 2019 GL125
- 2019 GM125
- 2019 GN125
- 2019 GO125
- 2019 GP125
- 2019 GQ125
- 2019 GS125
- 2019 GU125
- 2019 GV125
- 2019 GW125
- 2019 GX125
- 2019 GZ125
- 2019 GA126
- 2019 GB126
- 2019 GC126
- 2019 GD126
- 2019 GE126
- 2019 GF126
- 2019 GH126
- 2019 GJ126
- 2019 GK126
- 2019 GL126
- 2019 GM126
- 2019 GS126
- 2019 GT126
- 2019 GU126
- 2019 GV126
- 2019 GW126
- 2019 GX126
- 2019 GY126
- 2019 GZ126
- 2019 GC127
- 2019 GE127
- 2019 GF127
- 2019 GG127
- 2019 GH127
- 2019 GJ127
- 2019 GK127
- 2019 GM127
- 2019 GN127
- 2019 GO127
- 2019 GP127
- 2019 GQ127
- 2019 GR127
- 2019 GS127
- 2019 GT127
- 2019 GU127
- 2019 GX127
- 2019 GY127
- 2019 GB128
- 2019 GC128
- 2019 GD128
- 2019 GE128
- 2019 GF128
- 2019 GH128
- 2019 GJ128
- 2019 GK128
- 2019 GL128
- 2019 GP128
- 2019 GQ128
- 2019 GR128
- 2019 GS128
- 2019 GT128
- 2019 GU128
- 2019 GV128
- 2019 GW128
- 2019 GY128
- 2019 GZ128
- 2019 GA129
- 2019 GC129
- 2019 GD129
- 2019 GE129
- 2019 GG129
- 2019 GH129
- 2019 GK129
- 2019 GL129
- 2019 GM129
- 2019 GN129
- 2019 GO129
- 2019 GP129
- 2019 GQ129
- 2019 GR129
- 2019 GS129
- 2019 GT129
- 2019 GV129
- 2019 GW129
- 2019 GX129
- 2019 GY129
- 2019 GZ129
- 2019 GA130
- 2019 GC130
- 2019 GD130
- 2019 GF130
- 2019 GH130
- 2019 GJ130
- 2019 GK130
- 2019 GL130
- 2019 GM130
- 2019 GN130
- 2019 GO130
- 2019 GP130
- 2019 GR130
- 2019 GS130
- 2019 GT130
- 2019 GU130
- 2019 GV130
- 2019 GW130
- 2019 GX130
- 2019 GY130
- 2019 GZ130
- 2019 GA131
- 2019 GB131
- 2019 GC131
- 2019 GD131
- 2019 GE131
- 2019 GF131
- 2019 GG131
- 2019 GH131
- 2019 GL131
- 2019 GM131
- 2019 GN131
- 2019 GO131
- 2019 GP131
- 2019 GR131
- 2019 GS131
- 2019 GT131
- 2019 GU131
- 2019 GV131
- 2019 GW131
- 2019 GX131
- 2019 GY131
- 2019 GZ131
- 2019 GA132
- 2019 GB132
- 2019 GC132
- 2019 GE132
- 2019 GF132
- 2019 GJ132
- 2019 GK132
- 2019 GL132
- 2019 GM132
- 2019 GN132
- 2019 GO132
- 2019 GP132
- 2019 GQ132
- 2019 GR132
- 2019 GS132
- 2019 GT132
- 2019 GU132
- 2019 GV132
- 2019 GW132
- 2019 GX132
- 2019 GY132
- 2019 GZ132
- 2019 GA133
- 2019 GB133
- 2019 GC133
- 2019 GE133
- 2019 GF133
- 2019 GG133
- 2019 GH133
- 2019 GJ133
- 2019 GK133
- 2019 GL133
- 2019 GM133
- 2019 GN133
- 2019 GO133
- 2019 GP133
- 2019 GQ133
- 2019 GR133
- 2019 GS133
- 2019 GT133
- 2019 GV133
- 2019 GW133
- 2019 GX133
- 2019 GY133
- 2019 GZ133
- 2019 GA134
- 2019 GB134
- 2019 GC134
- 2019 GD134
- 2019 GE134
- 2019 GG134
- 2019 GH134
- 2019 GJ134
- 2019 GK134
- 2019 GL134
- 2019 GN134
- 2019 GP134
- 2019 GR134
- 2019 GT134
- 2019 GU134
- 2019 GV134
- 2019 GW134
- 2019 GX134
- 2019 GY134
- 2019 GZ134
- 2019 GA135
- 2019 GB135
- 2019 GC135
- 2019 GD135
- 2019 GE135
- 2019 GF135
- 2019 GG135
- 2019 GH135
- 2019 GJ135
- 2019 GK135
- 2019 GM135
- 2019 GN135
- 2019 GO135
- 2019 GP135
- 2019 GQ135
- 2019 GR135
- 2019 GS135
- 2019 GT135
- 2019 GW135
- 2019 GX135
- 2019 GY135
- 2019 GZ135
- 2019 GA136
- 2019 GC136
- 2019 GD136
- 2019 GE136
- 2019 GG136
- 2019 GH136
- 2019 GJ136
- 2019 GK136
- 2019 GL136
- 2019 GM136
- 2019 GN136
- 2019 GO136
- 2019 GP136
- 2019 GQ136
- 2019 GR136
- 2019 GS136
- 2019 GT136
- 2019 GV136
- 2019 GW136
- 2019 GX136
- 2019 GZ136
- 2019 GB137
- 2019 GC137
- 2019 GD137
- 2019 GE137
- 2019 GG137
- 2019 GH137
- 2019 GJ137
- 2019 GK137
- 2019 GL137
- 2019 GM137
- 2019 GN137
- 2019 GO137
- 2019 GP137
- 2019 GQ137
- 2019 GR137
- 2019 GS137
- 2019 GT137
- 2019 GU137
- 2019 GV137
- 2019 GW137
- 2019 GX137
- 2019 GY137
- 2019 GZ137
- 2019 GA138
- 2019 GB138
- 2019 GC138
- 2019 GD138
- 2019 GE138
- 2019 GF138
- 2019 GG138
- 2019 GH138
- 2019 GK138
- 2019 GL138
- 2019 GM138
- 2019 GN138
- 2019 GO138
- 2019 GP138
- 2019 GQ138
- 2019 GR138
- 2019 GS138
- 2019 GU138
- 2019 GV138
- 2019 GW138
- 2019 GX138
- 2019 GY138
- 2019 GZ138
- 2019 GA139
- 2019 GB139
- 2019 GC139
- 2019 GD139
- 2019 GE139
- 2019 GF139
- 2019 GG139
- 2019 GH139
- 2019 GJ139
- 2019 GK139
- 2019 GL139
- 2019 GM139
- 2019 GN139
- 2019 GP139
- 2019 GQ139
- 2019 GR139
- 2019 GS139
- 2019 GT139
- 2019 GU139
- 2019 GV139
- 2019 GW139
- 2019 GX139
- 2019 GY139
- 2019 GZ139
- 2019 GA140
- 2019 GB140
- 2019 GC140
- 2019 GD140
- 2019 GE140
- 2019 GF140
- 2019 GG140
- 2019 GH140
- 2019 GJ140
- 2019 GK140
- 2019 GL140
- 2019 GM140
- 2019 GN140
- 2019 GO140
- 2019 GQ140
- 2019 GR140
- 2019 GS140
- 2019 GT140
- 2019 GU140
- 2019 GV140
- 2019 GW140
- 2019 GX140
- 2019 GY140
- 2019 GZ140
- 2019 GA141
- 2019 GB141
- 2019 GC141
- 2019 GE141
- 2019 GF141
- 2019 GG141
- 2019 GH141
- 2019 GJ141
- 2019 GK141
- 2019 GL141
- 2019 GM141
- 2019 GN141
- 2019 GP141
- 2019 GR141
- 2019 GS141
- 2019 GT141
- 2019 GU141
- 2019 GV141
- 2019 GW141
- 2019 GX141
- 2019 GY141
- 2019 GZ141
- 2019 GA142
- 2019 GB142
- 2019 GC142
- 2019 GD142
- 2019 GE142
- 2019 GF142
- 2019 GG142
- 2019 GH142
- 2019 GJ142
- 2019 GK142
- 2019 GL142
- 2019 GM142
- 2019 GN142
- 2019 GO142
- 2019 GP142
- 2019 GQ142
- 2019 GR142
- 2019 GS142
- 2019 GT142
- 2019 GU142
- 2019 GV142
- 2019 GW142
- 2019 GX142
- 2019 GY142
- 2019 GZ142
- 2019 GA143
- 2019 GB143
- 2019 GC143
- 2019 GD143
- 2019 GE143
- 2019 GF143
- 2019 GG143
- 2019 GH143
- 2019 GJ143
- 2019 GK143
- 2019 GL143
- 2019 GM143
- 2019 GN143
- 2019 GO143
- 2019 GP143
- 2019 GQ143
- 2019 GR143
- 2019 GS143
- 2019 GT143
- 2019 GU143
- 2019 GV143
- 2019 GW143
- 2019 GX143
- 2019 GY143
- 2019 GZ143
- 2019 GA144
- 2019 GC144
- 2019 GE144
- 2019 GF144
- 2019 GG144
- 2019 GH144
- 2019 GK144
- 2019 GL144
- 2019 GM144
- 2019 GN144
- 2019 GP144
- 2019 GQ144
- 2019 GR144
- 2019 GS144
- 2019 GT144
- 2019 GU144
- 2019 GV144
- 2019 GW144
- 2019 GX144
- 2019 GZ144
- 2019 GA145
- 2019 GB145
- 2019 GC145
- 2019 GD145
- 2019 GE145
- 2019 GF145
- 2019 GG145
- 2019 GJ145
- 2019 GK145
- 2019 GL145
- 2019 GM145
- 2019 GN145
- 2019 GO145
- 2019 GP145
- 2019 GQ145
- 2019 GR145
- 2019 GS145
- 2019 GT145
- 2019 GU145
- 2019 GV145
- 2019 GW145
- 2019 GX145
- 2019 GY145
- 2019 GZ145
- 2019 GA146
- 2019 GB146
- 2019 GC146
- 2019 GD146
- 2019 GE146
- 2019 GF146
- 2019 GG146
- 2019 GH146
- 2019 GJ146
- 2019 GK146
- 2019 GL146
- 2019 GN146
- 2019 GO146
- 2019 GP146
- 2019 GQ146
- 2019 GR146
- 2019 GS146
- 2019 GT146
- 2019 GU146
- 2019 GV146
- 2019 GW146
- 2019 GX146
- 2019 GY146
- 2019 GZ146
- 2019 GA147
- 2019 GB147
- 2019 GC147
- 2019 GD147
- 2019 GE147
- 2019 GF147
- 2019 GG147
- 2019 GH147
- 2019 GJ147
- 2019 GK147
- 2019 GL147
- 2019 GM147
- 2019 GN147
- 2019 GO147
- 2019 GP147
- 2019 GQ147
- 2019 GR147
- 2019 GS147
- 2019 GT147
- 2019 GU147
- 2019 GV147
- 2019 GW147
- 2019 GX147
- 2019 GY147
- 2019 GZ147
- 2019 GA148
- 2019 GB148
- 2019 GC148
- 2019 GD148
- 2019 GE148
- 2019 GF148
- 2019 GG148
- 2019 GH148
- 2019 GJ148
- 2019 GK148
- 2019 GL148
- 2019 GM148
- 2019 GN148
- 2019 GO148
- 2019 GP148
- 2019 GQ148
- 2019 GR148
- 2019 GS148
- 2019 GU148
- 2019 GV148
- 2019 GW148
- 2019 GX148
- 2019 GY148
- 2019 GZ148
- 2019 GA149
- 2019 GB149
- 2019 GC149
- 2019 GD149
- 2019 GE149
- 2019 GF149
- 2019 GG149
- 2019 GJ149
- 2019 GK149
- 2019 GL149
- 2019 GM149
- 2019 GN149
- 2019 GO149
- 2019 GP149
- 2019 GQ149
- 2019 GR149
- 2019 GS149
- 2019 GT149
- 2019 GU149
- 2019 GV149
- 2019 GW149
- 2019 GX149
- 2019 GY149
- 2019 GZ149
- 2019 GA150
- 2019 GB150
- 2019 GC150
- 2019 GD150
- 2019 GE150
- 2019 GF150
- 2019 GJ150
- 2019 GK150
- 2019 GL150
- 2019 GM150
- 2019 GN150
- 2019 GO150
- 2019 GP150
- 2019 GQ150
- 2019 GR150
- 2019 GS150
- 2019 GT150
- 2019 GU150
- 2019 GV150
- 2019 GX150
- 2019 GY150
- 2019 GZ150
- 2019 GA151
- 2019 GB151
- 2019 GC151
- 2019 GD151
- 2019 GE151
- 2019 GG151
- 2019 GJ151
- 2019 GK151
- 2019 GL151
- 2019 GM151
- 2019 GN151
- 2019 GO151
- 2019 GP151
- 2019 GQ151
- 2019 GR151
- 2019 GS151
- 2019 GT151
- 2019 GV151
- 2019 GW151
- 2019 GX151
- 2019 GY151
- 2019 GA152
- 2019 GB152
- 2019 GD152
- 2019 GF152
- 2019 GG152
- 2019 GK152
- 2019 GL152
- 2019 GM152
- 2019 GO152
- 2019 GP152
- 2019 GQ152
- 2019 GR152
- 2019 GS152
- 2019 GU152
- 2019 GV152
- 2019 GW152
- 2019 GX152
- 2019 GY152
- 2019 GZ152
- 2019 GA153
- 2019 GB153
- 2019 GC153
- 2019 GF153
- 2019 GG153
- 2019 GH153
- 2019 GJ153
- 2019 GK153
- 2019 GL153
- 2019 GM153
- 2019 GN153
- 2019 GO153
- 2019 GP153
- 2019 GR153
- 2019 GS153
- 2019 GT153
- 2019 GU153
- 2019 GV153
- 2019 GW153
- 2019 GX153
- 2019 GY153
- 2019 GZ153
- 2019 GA154
- 2019 GB154
- 2019 GC154
- 2019 GE154
- 2019 GF154
- 2019 GG154
- 2019 GH154
- 2019 GJ154
- 2019 GK154
- 2019 GL154
- 2019 GM154
- 2019 GN154
- 2019 GO154
- 2019 GP154
- 2019 GQ154
- 2019 GR154
- 2019 GS154
- 2019 GT154
- 2019 GU154
- 2019 GV154
- 2019 GW154
- 2019 GX154
- 2019 GY154
- 2019 GZ154
- 2019 GA155
- 2019 GB155
- 2019 GC155
- 2019 GD155
- 2019 GE155
- 2019 GF155
- 2019 GG155
- 2019 GH155
- 2019 GJ155
- 2019 GK155
- 2019 GL155
- 2019 GM155
- 2019 GN155
- 2019 GO155
- 2019 GP155
- 2019 GQ155
- 2019 GR155
- 2019 GS155
- 2019 GT155
- 2019 GU155
- 2019 GV155
- 2019 GW155
- 2019 GX155
- 2019 GY155
- 2019 GZ155
- 2019 GA156
- 2019 GB156
- 2019 GC156
- 2019 GD156
- 2019 GF156
- 2019 GG156
- 2019 GH156
- 2019 GK156
- 2019 GL156
- 2019 GM156
- 2019 GN156
- 2019 GO156
- 2019 GP156
- 2019 GQ156
- 2019 GR156
- 2019 GS156
- 2019 GT156
- 2019 GU156
- 2019 GV156
- 2019 GW156
- 2019 GX156
- 2019 GY156
- 2019 GZ156
- 2019 GA157
- 2019 GB157
- 2019 GC157
- 2019 GD157
- 2019 GE157
- 2019 GF157
- 2019 GG157
- 2019 GH157
- 2019 GJ157
- 2019 GK157
- 2019 GL157
- 2019 GM157
- 2019 GN157
- 2019 GO157
- 2019 GP157
- 2019 GQ157
- 2019 GR157
- 2019 GS157
- 2019 GT157
- 2019 GW157
- 2019 GX157
- 2019 GY157
- 2019 GZ157
- 2019 GA158
- 2019 GB158
- 2019 GC158
- 2019 GD158
- 2019 GE158
- 2019 GF158
- 2019 GG158
- 2019 GH158
- 2019 GJ158
- 2019 GK158
- 2019 GL158
- 2019 GM158
- 2019 GN158
- 2019 GO158
- 2019 GP158
- 2019 GQ158
- 2019 GR158
- 2019 GS158
- 2019 GT158
- 2019 GU158
- 2019 GV158
- 2019 GW158
- 2019 GX158
- 2019 GY158
- 2019 GZ158
- 2019 GA159
- 2019 GB159
- 2019 GC159
- 2019 GD159
- 2019 GE159
- 2019 GF159
- 2019 GG159
- 2019 GH159
- 2019 GJ159
- 2019 GK159
- 2019 GL159
- 2019 GM159
- 2019 GN159
- 2019 GO159
- 2019 GP159
- 2019 GQ159
- 2019 GR159
- 2019 GS159
- 2019 GT159
- 2019 GU159
- 2019 GV159
- 2019 GW159
- 2019 GX159
- 2019 GY159
- 2019 GZ159
- 2019 GA160
- 2019 GC160
- 2019 GD160
- 2019 GE160
- 2019 GF160
- 2019 GG160
- 2019 GH160
- 2019 GJ160
- 2019 GK160
- 2019 GL160
- 2019 GM160
- 2019 GN160
- 2019 GO160
- 2019 GP160
- 2019 GQ160
- 2019 GR160
- 2019 GS160
- 2019 GT160
- 2019 GU160
- 2019 GV160
- 2019 GW160
- 2019 GX160
- 2019 GY160
- 2019 GZ160
- 2019 GA161
- 2019 GB161
- 2019 GC161
- 2019 GD161
- 2019 GE161
- 2019 GF161
- 2019 GG161
- 2019 GH161
- 2019 GJ161
- 2019 GK161
- 2019 GL161
- 2019 GM161
- 2019 GN161
- 2019 GO161
- 2019 GP161
- 2019 GQ161
- 2019 GR161
- 2019 GS161
- 2019 GT161
- 2019 GU161
- 2019 GV161
- 2019 GW161
- 2019 GX161
- 2019 GY161
- 2019 GZ161
- 2019 GA162
- 2019 GB162
- 2019 GC162
- 2019 GD162
- 2019 GE162
- 2019 GF162
- 2019 GG162
- 2019 GH162
- 2019 GJ162
- 2019 GK162
- 2019 GL162
- 2019 GM162
- 2019 GN162
- 2019 GO162
- 2019 GP162
- 2019 GQ162
- 2019 GR162
- 2019 GS162
- 2019 GT162
- 2019 GU162
- 2019 GV162
- 2019 GW162
- 2019 GX162
- 2019 GY162
- 2019 GZ162
- 2019 GA163
- 2019 GB163
- 2019 GC163
- 2019 GD163
- 2019 GE163
- 2019 GF163
- 2019 GG163
- 2019 GH163
- 2019 GJ163
- 2019 GK163
- 2019 GL163
- 2019 GM163
- 2019 GN163
- 2019 GO163
- 2019 GP163
- 2019 GQ163
- 2019 GR163
- 2019 GS163
- 2019 GT163
- 2019 GU163
- 2019 GV163
- 2019 GW163
- 2019 GX163
- 2019 GY163
- 2019 GZ163
- 2019 GA164
- 2019 GB164
- 2019 GC164
- 2019 GD164
- 2019 GE164
- 2019 GF164
- 2019 GG164
- 2019 GH164
- 2019 GJ164
- 2019 GK164
- 2019 GL164
- 2019 GM164
- 2019 GN164
- 2019 GO164
- 2019 GP164
- 2019 GQ164
- 2019 GR164
- 2019 GS164
- 2019 GT164
- 2019 GU164
- 2019 GV164
- 2019 GW164
- 2019 GX164
- 2019 GY164
- 2019 GZ164
- 2019 GA165
- 2019 GB165
- 2019 GC165
- 2019 GD165
- 2019 GE165
- 2019 GF165
- 2019 GG165
- 2019 GH165
- 2019 GJ165
- 2019 GK165
- 2019 GL165
- 2019 GM165
- 2019 GN165
- 2019 GO165
- 2019 GP165
- 2019 GQ165
- 2019 GR165
- 2019 GS165
- 2019 GT165
- 2019 GU165
- 2019 GV165
- 2019 GW165
- 2019 GX165
- 2019 GY165
- 2019 GZ165
- 2019 GA166
- 2019 GB166
- 2019 GC166
- 2019 GD166
- 2019 GE166
- 2019 GF166
- 2019 GG166
- 2019 GH166
- 2019 GJ166
- 2019 GK166
- 2019 GL166
- 2019 GM166
- 2019 GN166
- 2019 GO166
- 2019 GP166
- 2019 GQ166
- 2019 GR166
- 2019 GS166
- 2019 GT166
- 2019 GU166
- 2019 GV166
- 2019 GW166
- 2019 GX166
- 2019 GY166
- 2019 GZ166
- 2019 GA167
- 2019 GB167
- 2019 GC167
- 2019 GD167
- 2019 GE167
- 2019 GF167
- 2019 GG167
- 2019 GH167
- 2019 GJ167
- 2019 GK167
- 2019 GL167
- 2019 GM167
- 2019 GN167
- 2019 GO167
- 2019 GP167
- 2019 GQ167
- 2019 GR167
- 2019 GS167
- 2019 GT167
- 2019 GU167
- 2019 GV167
- 2019 GW167
- 2019 GX167
- 2019 GY167
- 2019 GZ167
- 2019 GA168
- 2019 GB168
- 2019 GC168
- 2019 GD168
- 2019 GE168
- 2019 GF168
- 2019 GG168
- 2019 GH168
- 2019 GJ168
- 2019 GK168
- 2019 GL168
- 2019 GM168
- 2019 GN168
- 2019 GO168
- 2019 GP168
- 2019 GQ168
- 2019 GR168
- 2019 GS168
- 2019 GT168
- 2019 GU168
- 2019 GV168
- 2019 GW168
- 2019 GX168
- 2019 GY168
- 2019 GZ168
- 2019 GA169
- 2019 GB169
- 2019 GD169
- 2019 GE169
- 2019 GF169
- 2019 GG169
- 2019 GH169
- 2019 GJ169
- 2019 GK169
- 2019 GL169
- 2019 GM169
- 2019 GN169
- 2019 GO169
- 2019 GP169
- 2019 GQ169
- 2019 GR169
- 2019 GS169
- 2019 GT169
- 2019 GU169
- 2019 GV169
- 2019 GW169
- 2019 GX169
- 2019 GY169
- 2019 GZ169
- 2019 GA170
- 2019 GB170
- 2019 GC170
- 2019 GD170
- 2019 GE170
- 2019 GF170
- 2019 GG170
- 2019 GH170
- 2019 GJ170
- 2019 GK170
- 2019 GL170
- 2019 GM170
- 2019 GO170
- 2019 GP170
- 2019 GQ170
- 2019 GR170
- 2019 GS170
- 2019 GT170
- 2019 GU170
- 2019 GV170
- 2019 GW170
- 2019 GX170
- 2019 GY170
- 2019 GZ170
- 2019 GA171
- 2019 GB171
- 2019 GC171
- 2019 GD171
- 2019 GE171
- 2019 GF171
- 2019 GG171
- 2019 GH171
- 2019 GJ171
- 2019 GK171
- 2019 GL171
- 2019 GN171
- 2019 GO171
- 2019 GP171
- 2019 GQ171
- 2019 GR171
- 2019 GS171
- 2019 GT171
- 2019 GU171
- 2019 GV171
- 2019 GW171
- 2019 GX171
- 2019 GY171
- 2019 GZ171
- 2019 GA172
- 2019 GB172
- 2019 GC172
- 2019 GD172
- 2019 GE172
- 2019 GF172
- 2019 GG172
- 2019 GH172
- 2019 GJ172
- 2019 GK172
- 2019 GM172
- 2019 GN172
- 2019 GO172
- 2019 GR172
- 2019 GS172
- 2019 GT172
- 2019 GV172
- 2019 GW172
- 2019 GX172
- 2019 GY172
- 2019 GZ172
- 2019 GA173
- 2019 GB173
- 2019 GC173
- 2019 GD173
- 2019 GF173
- 2019 GG173
- 2019 GH173
- 2019 GJ173
- 2019 GK173
- 2019 GL173
- 2019 GM173
- 2019 GN173
- 2019 GO173
- 2019 GP173
- 2019 GQ173
- 2019 GR173
- 2019 GS173
- 2019 GT173
- 2019 GU173
- 2019 GV173
- 2019 GW173
- 2019 GX173
- 2019 GY173
- 2019 GZ173
- 2019 GB174
- 2019 GC174
- 2019 GD174
- 2019 GF174
- 2019 GG174
- 2019 GH174
- 2019 GJ174
- 2019 GL174
- 2019 GM174
- 2019 GN174
- 2019 GO174
- 2019 GP174
- 2019 GQ174
- 2019 GR174
- 2019 GS174
- 2019 GT174
- 2019 GU174
- 2019 GV174
- 2019 GX174
- 2019 GY174
- 2019 GZ174
- 2019 GA175
- 2019 GB175
- 2019 GC175
- 2019 GD175
- 2019 GG175
- 2019 GH175
- 2019 GK175
- 2019 GL175
- 2019 GM175
- 2019 GN175
- 2019 GP175
- 2019 GR175
- 2019 GS175
- 2019 GT175
- 2019 GU175
- 2019 GV175
- 2019 GW175
- 2019 GX175
- 2019 GY175
- 2019 GZ175
- 2019 GA176
- 2019 GB176
- 2019 GC176
- 2019 GD176
- 2019 GF176
- 2019 GG176
- 2019 GH176
- 2019 GJ176
- 2019 GK176
- 2019 GL176
- 2019 GM176
- 2019 GN176
- 2019 GO176
- 2019 GP176
- 2019 GQ176
- 2019 GR176
- 2019 GS176
- 2019 GT176
- 2019 GU176
- 2019 GV176
- 2019 GW176
- 2019 GX176
- 2019 GY176
- 2019 GZ176
- 2019 GB177
- 2019 GC177
- 2019 GD177
- 2019 GE177
- 2019 GF177
- 2019 GG177
- 2019 GH177
- 2019 GJ177
- 2019 GK177
- 2019 GL177
- 2019 GM177
- 2019 GN177
- 2019 GO177
- 2019 GP177
- 2019 GQ177
- 2019 GS177
- 2019 GT177
- 2019 GU177
- 2019 GV177
- 2019 GX177
- 2019 GY177
- 2019 GZ177
- 2019 GA178
- 2019 GB178
- 2019 GC178
- 2019 GD178
- 2019 GE178
- 2019 GF178
- 2019 GG178
- 2019 GH178
- 2019 GJ178
- 2019 GK178
- 2019 GL178
- 2019 GM178
- 2019 GN178
- 2019 GO178
- 2019 GP178
- 2019 GQ178
- 2019 GR178
- 2019 GS178
- 2019 GT178
- 2019 GU178
- 2019 GV178
- 2019 GW178
- 2019 GX178
- 2019 GY178
- 2019 GZ178
- 2019 GA179
- 2019 GC179
- 2019 GD179
- 2019 GE179
- 2019 GF179
- 2019 GG179
- 2019 GJ179
- 2019 GK179
- 2019 GL179
- 2019 GM179
- 2019 GN179
- 2019 GO179
- 2019 GP179
- 2019 GQ179
- 2019 GR179
- 2019 GS179
- 2019 GT179
- 2019 GU179
- 2019 GV179
- 2019 GW179
- 2019 GX179
- 2019 GY179
- 2019 GZ179
- 2019 GA180
- 2019 GB180
- 2019 GC180
- 2019 GD180
- 2019 GE180
- 2019 GF180
- 2019 GG180
- 2019 GH180
- 2019 GJ180
- 2019 GK180
- 2019 GL180
- 2019 GM180
- 2019 GN180
- 2019 GO180
- 2019 GP180
- 2019 GQ180
- 2019 GR180
- 2019 GS180
- 2019 GT180
- 2019 GU180
- 2019 GV180
- 2019 GW180
- 2019 GX180
- 2019 GY180
- 2019 GZ180
- 2019 GA181
- 2019 GB181
- 2019 GC181
- 2019 GD181
- 2019 GE181
- 2019 GF181
- 2019 GG181
- 2019 GH181
- 2019 GJ181
- 2019 GK181
- 2019 GL181
- 2019 GM181
- 2019 GN181
- 2019 GO181
- 2019 GP181
- 2019 GQ181
- 2019 GR181
- 2019 GS181
- 2019 GT181
- 2019 GU181
- 2019 GV181
- 2019 GW181
- 2019 GX181
- 2019 GY181
- 2019 GZ181
- 2019 GA182
- 2019 GB182
- 2019 GC182
- 2019 GD182
- 2019 GE182
- 2019 GF182
- 2019 GG182
- 2019 GH182
- 2019 GJ182
- 2019 GK182
- 2019 GL182
- 2019 GM182
- 2019 GN182
- 2019 GO182
- 2019 GP182
- 2019 GQ182
- 2019 GR182
- 2019 GS182
- 2019 GT182
- 2019 GU182
- 2019 GV182
- 2019 GW182
- 2019 GX182
- 2019 GY182
- 2019 GZ182
- 2019 GC183
- 2019 GD183
- 2019 GE183
- 2019 GF183
- 2019 GG183
- 2019 GH183
- 2019 GJ183
- 2019 GK183
- 2019 GL183
- 2019 GM183
- 2019 GN183
- 2019 GO183
- 2019 GQ183
- 2019 GR183
- 2019 GS183
- 2019 GT183
- 2019 GU183
- 2019 GV183
- 2019 GX183
- 2019 GY183
- 2019 GZ183
- 2019 GA184
- 2019 GB184
- 2019 GC184
- 2019 GD184
- 2019 GE184
- 2019 GF184
- 2019 GG184
- 2019 GH184
- 2019 GJ184
- 2019 GK184
- 2019 GL184
- 2019 GM184
- 2019 GN184
- 2019 GO184
- 2019 GP184
- 2019 GQ184
- 2019 GR184
- 2019 GS184
- 2019 GT184
- 2019 GU184
- 2019 GV184
- 2019 GW184
- 2019 GX184
- 2019 GY184
- 2019 GZ184
- 2019 GA185
- 2019 GB185
- 2019 GC185
- 2019 GD185
- 2019 GE185
- 2019 GF185
- 2019 GG185
- 2019 GH185
- 2019 GJ185
- 2019 GK185
- 2019 GL185
- 2019 GM185
- 2019 GN185
- 2019 GO185
- 2019 GP185
- 2019 GQ185
- 2019 GR185
- 2019 GS185
- 2019 GT185
- 2019 GU185
- 2019 GV185
- 2019 GX185
- 2019 GY185
- 2019 GZ185
- 2019 GA186
- 2019 GB186
- 2019 GC186
- 2019 GD186
- 2019 GE186
- 2019 GF186
- 2019 GG186
- 2019 GH186
- 2019 GJ186
- 2019 GK186
- 2019 GL186
- 2019 GM186
- 2019 GN186
- 2019 GO186
- 2019 GP186
- 2019 GQ186
- 2019 GR186
- 2019 GS186
- 2019 GT186
- 2019 GU186
- 2019 GV186
- 2019 GW186
- 2019 GX186
- 2019 GY186
- 2019 GZ186
- 2019 GA187
- 2019 GB187
- 2019 GC187
- 2019 GD187
- 2019 GE187
- 2019 GF187
- 2019 GH187
- 2019 GJ187
- 2019 GK187
- 2019 GL187
- 2019 GM187
- 2019 GN187
- 2019 GO187
- 2019 GP187
- 2019 GQ187
- 2019 GR187
- 2019 GS187
- 2019 GT187
- 2019 GU187
- 2019 GV187
- 2019 GW187
- 2019 GX187
- 2019 GZ187
- 2019 GA188
- 2019 GB188
- 2019 GC188
- 2019 GD188
- 2019 GE188
- 2019 GF188
- 2019 GG188
- 2019 GH188
- 2019 GJ188
- 2019 GK188
- 2019 GL188
- 2019 GM188
- 2019 GN188
- 2019 GO188
- 2019 GP188
- 2019 GQ188
- 2019 GR188
- 2019 GS188
- 2019 GT188
- 2019 GU188
- 2019 GV188
- 2019 GW188
- 2019 GX188
- 2019 GY188
- 2019 GZ188
- 2019 GA189
- 2019 GB189
- 2019 GC189
- 2019 GD189
- 2019 GE189
- 2019 GF189
- 2019 GG189
- 2019 GH189
- 2019 GJ189
- 2019 GK189
- 2019 GL189
- 2019 GM189
- 2019 GN189
- 2019 GO189
- 2019 GP189
- 2019 GR189
- 2019 GS189
- 2019 GT189
- 2019 GU189
- 2019 GV189
- 2019 GW189
- 2019 GX189
- 2019 GY189
- 2019 GZ189
- 2019 GA190
- 2019 GB190
- 2019 GC190
- 2019 GD190
- 2019 GE190
- 2019 GF190
- 2019 GG190
- 2019 GJ190
- 2019 GK190
- 2019 GL190
- 2019 GM190
- 2019 GN190
- 2019 GO190
- 2019 GP190
- 2019 GQ190
- 2019 GR190
- 2019 GS190
- 2019 GT190
- 2019 GU190
- 2019 GV190
- 2019 GW190
- 2019 GX190
- 2019 GY190
- 2019 GZ190
- 2019 GA191
- 2019 GB191
- 2019 GC191
- 2019 GD191
- 2019 GE191
- 2019 GF191
- 2019 GG191
- 2019 GH191
- 2019 GJ191
- 2019 GK191
- 2019 GL191
- 2019 GM191
- 2019 GN191
- 2019 GO191
- 2019 GP191
- 2019 GQ191
- 2019 GR191
- 2019 GS191
- 2019 GT191
- 2019 GU191
- 2019 GV191
- 2019 GW191
- 2019 GX191
- 2019 GY191
- 2019 GZ191
- 2019 GA192
- 2019 GB192
- 2019 GC192
- 2019 GD192
- 2019 GE192
- 2019 GF192
- 2019 GG192
- 2019 GH192
- 2019 GJ192
- 2019 GL192
- 2019 GM192
- 2019 GN192
- 2019 GO192
- 2019 GP192
- 2019 GQ192
- 2019 GR192
- 2019 GS192
- 2019 GT192
- 2019 GU192
- 2019 GV192
- 2019 GW192
- 2019 GX192
- 2019 GY192
- 2019 GZ192
- 2019 GA193
- 2019 GB193
- 2019 GC193
- 2019 GD193
- 2019 GE193
- 2019 GF193
- 2019 GG193
- 2019 GH193
- 2019 GJ193
- 2019 GK193
- 2019 GL193
- 2019 GM193
- 2019 GN193
- 2019 GO193
- 2019 GP193
- 2019 GQ193
- 2019 GR193
- 2019 GS193
- 2019 GT193
- 2019 GU193
- 2019 GV193
- 2019 GW193
- 2019 GX193
- 2019 GY193
- 2019 GZ193
- 2019 GA194
- 2019 GB194
- 2019 GC194
- 2019 GD194
- 2019 GE194
- 2019 GF194
- 2019 GG194
- 2019 GH194
- 2019 GJ194
- 2019 GK194
- 2019 GL194
- 2019 GM194
- 2019 GN194
- 2019 GO194
- 2019 GP194
- 2019 GQ194
- 2019 GR194
- 2019 GS194
- 2019 GT194
- 2019 GU194
- 2019 GV194
- 2019 GW194
- 2019 GX194
- 2019 GY194
- 2019 GZ194
- 2019 GA195
- 2019 GB195
- 2019 GC195
- 2019 GD195
- 2019 GE195
- 2019 GF195
- 2019 GG195
- 2019 GH195
- 2019 GJ195
- 2019 GK195
- 2019 GL195
- 2019 GM195
- 2019 GN195
- 2019 GO195
- 2019 GP195
- 2019 GQ195
- 2019 GR195
- 2019 GS195
- 2019 GT195
- 2019 GU195
- 2019 GV195
- 2019 GW195
- 2019 GX195
- 2019 GY195
- 2019 GZ195
- 2019 GA196
- 2019 GC196
- 2019 GD196
- 2019 GE196
- 2019 GF196
- 2019 GG196
- 2019 GH196
- 2019 GJ196
- 2019 GK196
- 2019 GL196
- 2019 GM196
- 2019 GN196
- 2019 GO196
- 2019 GP196
- 2019 GQ196
- 2019 GR196
- 2019 GS196
- 2019 GT196
- 2019 GU196
- 2019 GV196
- 2019 GW196
- 2019 GX196
- 2019 GY196
- 2019 GZ196
- 2019 GA197
- 2019 GB197
- 2019 GC197
- 2019 GD197
- 2019 GE197
- 2019 GF197
- 2019 GG197
- 2019 GH197
- 2019 GJ197
- 2019 GK197
- 2019 GL197
- 2019 GM197
- 2019 GN197
- 2019 GO197
- 2019 GP197
- 2019 GR197
- 2019 GS197
- 2019 GT197
- 2019 GU197
- 2019 GV197
- 2019 GW197
- 2019 GX197
- 2019 GY197
- 2019 GZ197
- 2019 GA198
- 2019 GB198
- 2019 GC198
- 2019 GD198
- 2019 GE198
- 2019 GF198
- 2019 GG198
- 2019 GH198
- 2019 GJ198
- 2019 GK198
- 2019 GL198
- 2019 GM198
- 2019 GN198
- 2019 GO198
- 2019 GP198
- 2019 GQ198
- 2019 GR198
- 2019 GS198
- 2019 GT198
- 2019 GU198
- 2019 GV198
- 2019 GW198
- 2019 GY198
- 2019 GZ198
- 2019 GA199
- 2019 GB199
- 2019 GC199
- 2019 GD199
- 2019 GE199
- 2019 GF199
- 2019 GG199
- 2019 GH199
- 2019 GJ199
- 2019 GK199
- 2019 GL199
- 2019 GM199
- 2019 GN199
- 2019 GO199
- 2019 GP199
- 2019 GQ199
- 2019 GR199
- 2019 GS199
- 2019 GT199
- 2019 GU199
- 2019 GV199
- 2019 GW199
- 2019 GX199
- 2019 GY199
- 2019 GZ199
- 2019 GA200
- 2019 GB200
- 2019 GC200
- 2019 GD200
- 2019 GE200
- 2019 GF200
- 2019 GG200
- 2019 GH200
- 2019 GJ200
- 2019 GK200
- 2019 GL200
- 2019 GM200
- 2019 GN200
- 2019 GO200
- 2019 GP200
- 2019 GQ200
- 2019 GR200
- 2019 GS200
- 2019 GT200
- 2019 GU200
- 2019 GV200
- 2019 GW200
- 2019 GX200
- 2019 GY200
- 2019 GZ200
- 2019 GA201
- 2019 GB201
- 2019 GC201

### Du 16 au 30 avril 2019
- 2019 HB
- 2019 HC
- 2019 HD
- 2019 HE
- 2019 HH
- 2019 HJ
- 2019 HK
- 2019 HL
- 2019 HM
- 2019 HN
- 2019 HO
- 2019 HP
- 2019 HQ
- 2019 HR
- 2019 HS
- 2019 HU
- 2019 HG1
- 2019 HJ1
- 2019 HK1
- 2019 HN1
- 2019 HU1
- 2019 HV1
- 2019 HW1
- 2019 HY1
- 2019 HC2
- 2019 HH2
- 2019 HM2
- 2019 HN2
- 2019 HO2
- 2019 HP2
- 2019 HQ2
- 2019 HR2
- 2019 HS2
- 2019 HT2
- 2019 HU2
- 2019 HW2
- 2019 HZ2
- 2019 HB3
- 2019 HE3
- 2019 HF3
- 2019 HG3
- 2019 HH3
- 2019 HJ3
- 2019 HK3
- 2019 HL3
- 2019 HM3
- 2019 HN3
- 2019 HO3
- 2019 HP3
- 2019 HQ3
- 2019 HR3
- 2019 HS3
- 2019 HT3
- 2019 HV3
- 2019 HW3
- 2019 HX3
- 2019 HY3
- 2019 HZ3
- 2019 HA4
- 2019 HC4
- 2019 HD4
- 2019 HF4
- 2019 HG4
- 2019 HH4
- 2019 HJ4
- 2019 HK4
- 2019 HL4
- 2019 HM4
- 2019 HN4
- 2019 HQ4
- 2019 HR4
- 2019 HS4
- 2019 HY4
- 2019 HZ4
- 2019 HB5
- 2019 HF5
- 2019 HJ5
- 2019 HM5
- 2019 HN5
- 2019 HU5
- 2019 HV5
- 2019 HW5
- 2019 HY5
- 2019 HZ5
- 2019 HB6
- 2019 HG6
- 2019 HL6
- 2019 HM6
- 2019 HS6
- 2019 HT6
- 2019 HU6
- 2019 HW6
- 2019 HA7
- 2019 HB7
- 2019 HC7
- 2019 HD7
- 2019 HE7
- 2019 HF7
- 2019 HG7
- 2019 HH7
- 2019 HJ7
- 2019 HK7
- 2019 HM7
- 2019 HN7
- 2019 HO7
- 2019 HQ7
- 2019 HR7
- 2019 HS7
- 2019 HU7
- 2019 HV7
- 2019 HW7
- 2019 HY7
- 2019 HA8
- 2019 HB8
- 2019 HC8
- 2019 HH8
- 2019 HJ8
- 2019 HK8
- 2019 HL8
- 2019 HM8
- 2019 HN8
- 2019 HQ8
- 2019 HS8
- 2019 HT8
- 2019 HU8
- 2019 HW8
- 2019 HX8
- 2019 HY8
- 2019 HZ8
- 2019 HA9
- 2019 HB9
- 2019 HD9
- 2019 HF9
- 2019 HJ9
- 2019 HK9
- 2019 HM9
- 2019 HN9
- 2019 HO9
- 2019 HP9
- 2019 HQ9
- 2019 HR9
- 2019 HS9
- 2019 HU9
- 2019 HV9
- 2019 HX9
- 2019 HZ9
- 2019 HA10
- 2019 HB10
- 2019 HC10
- 2019 HD10
- 2019 HE10
- 2019 HF10
- 2019 HG10
- 2019 HH10
- 2019 HJ10
- 2019 HK10
- 2019 HL10
- 2019 HM10
- 2019 HN10
- 2019 HO10
- 2019 HP10
- 2019 HQ10
- 2019 HR10
- 2019 HS10
- 2019 HW10
- 2019 HX10
- 2019 HY10
- 2019 HZ10
- 2019 HA11
- 2019 HB11
- 2019 HC11
- 2019 HF11
- 2019 HG11
- 2019 HH11
- 2019 HJ11
- 2019 HK11
- 2019 HL11
- 2019 HM11
- 2019 HN11
- 2019 HO11
- 2019 HP11
- 2019 HQ11
- 2019 HS11
- 2019 HU11
- 2019 HV11
- 2019 HW11
- 2019 HX11
- 2019 HA12
- 2019 HB12
- 2019 HC12
- 2019 HD12
- 2019 HE12
- 2019 HF12
- 2019 HH12
- 2019 HJ12
- 2019 HL12
- 2019 HM12
- 2019 HN12
- 2019 HP12
- 2019 HQ12
- 2019 HR12
- 2019 HS12
- 2019 HW12
- 2019 HX12
- 2019 HY12
- 2019 HZ12
- 2019 HB13
- 2019 HC13
- 2019 HD13
- 2019 HE13
- 2019 HF13
- 2019 HH13
- 2019 HJ13
- 2019 HK13
- 2019 HM13
- 2019 HN13
- 2019 HO13
- 2019 HP13
- 2019 HQ13
- 2019 HT13
- 2019 HU13
- 2019 HW13
- 2019 HX13
- 2019 HY13
- 2019 HZ13
- 2019 HA14
- 2019 HB14
- 2019 HC14
- 2019 HD14
- 2019 HE14
- 2019 HF14
- 2019 HG14
- 2019 HH14
- 2019 HJ14
- 2019 HK14
- 2019 HL14
- 2019 HM14
- 2019 HN14
- 2019 HO14
- 2019 HR14
- 2019 HS14
- 2019 HT14
- 2019 HU14
- 2019 HV14
- 2019 HW14
- 2019 HX14
- 2019 HY14
- 2019 HZ14
- 2019 HA15
- 2019 HB15
- 2019 HC15
- 2019 HD15
- 2019 HE15
- 2019 HG15
- 2019 HH15
- 2019 HJ15
- 2019 HK15
- 2019 HL15
- 2019 HM15
- 2019 HN15
- 2019 HO15
- 2019 HP15
- 2019 HQ15
- 2019 HR15
- 2019 HS15
- 2019 HT15
- 2019 HU15
- 2019 HV15